# 456 (číslo)
Čtyři sta padesát šest je přirozené číslo. Následuje po číslu čtyři sta padesát pět a předchází číslu čtyři sta padesát sedm. Římskými číslicemi se zapisuje CDLVI a řeckými číslicemi υνς.

## Matematika
456 je:
- Abundantní číslo
- Složené číslo
- Nešťastné číslo

## Astronomie
- (456) Abnoba je planetka hlavního pásu, kterou objevili v roce 1900 Max Wolf a Arnold Schwassmann

## Roky
- 456
- 456 př. n. l.